# Neothyrus ana
Genre
Espèce
Neothyrus ana est une espèce d'holothyrides de la famille des Neothyridae, la seule du genre Neothyrus.

## Distribution
Cette espèce est endémique du Pérou.

## Publication originale
- Lehtinen, 1981 : New Holothyrina (Arachnida, Anactinotrichida) from the New Guinea and South America. Acarologia (Paris), vol. 22, n. 1, p. 3-13.